# District de Yuancheng
Le district de Yuancheng (源城区 ; pinyin : Yuánchéng Qū) est une subdivision administrative de la province du Guangdong en Chine. Il est placé sous la juridiction de la ville-préfecture de Heyuan.